# Komarno (stacja kolejowa)
Komarno (ukr. Комарно, ros. Комарно) – stacja kolejowa w miejscowości Buczały, w rejonie lwowskim, w obwodzie lwowskim, na Ukrainie. Nazwa pochodzi od pobliskiego miasta Komarna.
Stacja istniała przed II wojną światową. Dawniej nosiła nazwę Komarno-Buczały (ukr. Комарно-Бучали). 9 września 1939 Luftwaffe zbombardowało stojący na tej stacji pociąg Czerwonego Krzyża przewożący ewakuowaną ludność cywilną - żony i dzieci oficerów i podoficerów 70 Pułku Piechoty z Pleszewa. Niemcy zaatakowali dobrze oznaczony skład z niskiego pułapu i przy bezchmurnym niebie. W ataku zginęło 107 osób - 104 ofiar cywilnych i 3 żołnierzy

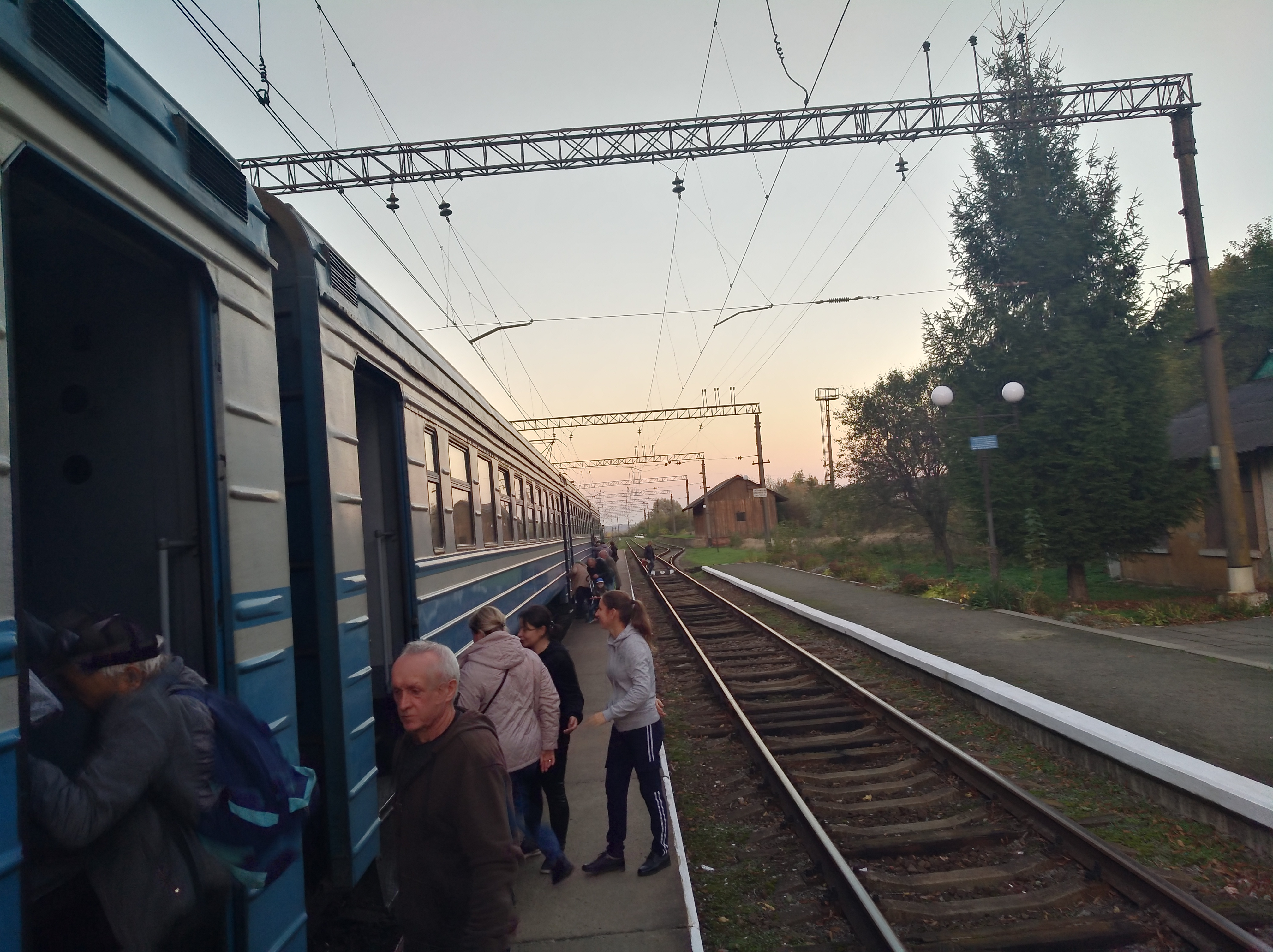

.